# عبدالمجید بقایی
عبدالمجید بقایی (۱ بهمن ۱۳۳۷ – ۹ بهمن ۱۳۶۱) نظامی ایرانی بود، که در سالهای نخست جنگ ایران و عراق، از اعضای سپاه پاسداران انقلاب اسلامی به‌شمار می‌آمد و فرماندهی قرارگاه کربلا را برعهده داشت. وی به‌همراه حسن باقری، در خلال شناسایی‌های پیش از عملیات والفجر مقدماتی، در منطقه فکه، بر اثر برخورد گلوله خمپاره به فیض عظیم شهادت نائل شدند.

## زندگی‌نامه
عبدالمجید بقایی در تاریخ ۱ بهمن‌ماه سال ۱۳۳۷ در شهر بهبهان، استان خوزستان زاده شد. وی تحصیلات کلاس پنجم و ششم (نظام قدیم) را در یکسال گذراند و در رشته ریاضی برای ادامه تحصیل در دبیرستان مشغول شد. با شرکت در کنکور، در رشته مهندسی شیمی دانشگاه اهواز قبول شد. ولی وی سال آخر دبیرستان را مجدداً گذراند و دیپلم رشته طبیعی گرفت و این بار پس از شرکت در آزمون کنکور سراسری، در رشته فیزیوتراپی دانشگاه جندی‌شاپور اهواز پذیرفته شد.
وی در سال ۱۳۵۴ در دانشگاه به فعالیت‌های تشکیلاتی علیه حکومت شاهنشاهی روی آورد و در سال‌های ۱۳۵۵ و ۱۳۵۶ از عناصر هدایت کننده تظاهرات بر علیه حکومت پهلوی بود. وی همچنین در اواسط دهه ۱۳۵۰ با اعضای گروه چریکی منصورون، همچون محسن رضایی، علی شمخانی و غلامعلی رشید نیز ارتباط نزدیک داشت.

## انقلاب ۱۳۵۷
با وقوع انقلاب ۱۳۵۷ بقایی در دادگاه انقلاب اهواز مشغول به فعالیت شد. وی همچنین در خنثی کردن غائله خلق عرب در خوزستان نقش داشت.

## جنگ ایران و عراق
با آغاز جنگ ایران و عراق، بقایی از سوی فرمانده کل سپاه پاسداران (محسن رضایی) به‌عنوان نماینده سپاه در اتاق جنگ معرفی شد. در آبان‌ماه ۱۳۵۹ وی مأمور شد که برای جلوگیری از هجوم ارتش عراق، که قصد تسخیر جاده شوش را داشت و نیروهای آن، در آن زمان در فاصله ۳ کیلومتری این جاده مستقر شده بودند، به شهرستان شوش برود. بقایی ابتدا در کنار مرتضی صفاری، سپاه شوش را سازماندهی کرد، سپس به فرماندهی سپاه شوش منصوب شد.
وی به‌همراه حسن باقری، در طراحی عملیات بیت‌المقدس، نقش داشت و در خلال این عملیات، توانست نیروهای تحت امر خود را با مشارکت هوانیروز، از شمال فکه به منطقه جنوب عملیات، انتقال دهد و در جایگاه فرمانده قرارگاه فجر، در شکستن محاصره دفاعی خرمشهر نیز نقش کلیدی داشت. بقایی پس از عملیات رمضان، به معاونت فرماندهی قرارگاه کربلا منصوب شد و پس از عملیات محرم، فعالیت در سپاه را به‌عنوان فرمانده قوای یکم کربلا ادامه داد.

## کشته شدن
مجید بقایی پیش از عملیات والفجر مقدماتی، در تاریخ ۹ بهمن ۱۳۶۱ هنگام انجام عملیات شناسایی در منطقه فکه، بهمراه حسن باقری، مرتضی صفاری، توکل قلاوند، مجتبی مومنیان و محمدتقی رضوانی، در سنگر دیده‌بانی، مورد اصابت گلوله خمپاره قرار گرفت و کشته شد.

## آثار پیرامون
- چهلمین نفر (بر اساس زندگی مجید بقایی) / اصغر فکور / دفتر ادبیات و هنر مقاومت و نشر شاهد/ ۱۳۸۳.[۱۳]
- سیرت سرداران (جلد ۲: اسوه مقاومت، مجید بقایی) / سپاه پاسداران انقلاب اسلامی، ستاد مرکزی، واحد تبلیغات و انتشارات / ۱۳۶۶.
- مأموریت تمام / احمد دهقان / دفتر ادبیات و هنر مقاومت / ۱۳۷۳.
- لحظه‌های اضطراب / احمد دهقان / دفتر ادبیات و هنر مقاومت / ۱۳۷۳.
- صنوبرهای سرخ / غلامعلی رجایی / دفتر ادبیات و هنر مقاومت و نشر شاهد / ۱۳۷۳.
- تا چشمه بقا (یادمان سردار سرلشکر پاسدار شهید دکتر مجید بقایی) / عزیزالله سالاری / کنگره بزرگداشت سرداران شهید استان خوزستان / ۱۳۷۹.
- شرح پرواز (مثنوی در رثای سردار شهید مجید بقایی) / پروانه نجاتی / کنگره بزرگداشت سرداران شهید استان خوزستان[۱۴]

## یادبودها
بیمارستان شهید بقایی اهواز، به یادبود مجید بقایی نام‌گذاری شده‌است. این بیمارستان نظامی و درمانی، وابسته به مرکز بهداری رزمی سپاه پاسداران می‌باشد و در سال ۱۳۶۰ تأسیس شد و هم اکنون ۱۲۰ تخت ثابت دارد.